# Ruru
Ruru (nep. रुरु) – gaun wikas samiti w zachodniej części Nepalu w strefie Lumbini w dystrykcie Gulmi. Według nepalskiego spisu powszechnego z 2001 roku liczył on 832 gospodarstw domowych i 3628 mieszkańców (1964 kobiet i 1664 mężczyzn).